# Charles Charlemont
Charles Charlemont (nato Louis Charles Pilet; Parigi, 21 novembre 1862 – Saint-Germain-en-Laye, 31 maggio 1942) è stato un savateur e allenatore di box francese. 
Figlio di Joseph Charlemont, Charles è stato uno dei più grandi lottatori di Savate nel suo tempo.
Charles Charlemont ha combattuto e sconfitto il pugile Joe Driscoll in un incontro chiamato Fight of the Century (incontro del secolo) nel 1899. Questa vittoria ha portato all'esportazione di savate in altri paesi, come gli Stati Uniti e il Regno Unito, dove è stato insegnato alle forze armate come Difesa Automatica. Uno degli studenti di Charlemont era il conte Pierre Baruzy.